# 3356 Resnik
A 3356 Resnik (ideiglenes jelöléssel 1984 EU) a Naprendszer kisbolygóövében található aszteroida. Edward L. G. Bowell fedezte fel 1984. március 6-án.